# Andrena illustris
Andrena illustris är en biart som beskrevs av Laberge 1977. Andrena illustris ingår i släktet sandbin, och familjen grävbin. Inga underarter finns listade i Catalogue of Life.